# Gurmençon
Gurmençon (en béarnais Gurmençon ou Gurmençoû) est une commune française, située dans le département des Pyrénées-Atlantiques en région Nouvelle-Aquitaine.
Le gentilé est Gurmençonais.

## Géographie

### Localisation
La commune de Gurmençon se trouve dans le département des Pyrénées-Atlantiques, en région Nouvelle-Aquitaine.
Elle se situe à 37 km par la route de Pau, préfecture du département, et à 5,0 km d'Oloron-Sainte-Marie, sous-préfecture.
Les communes les plus proches sont : 
Eysus (2,0 km), Agnos (2,1 km), Bidos (2,6 km), Asasp-Arros (4,0 km), Oloron-Sainte-Marie (4,3 km), Précilhon (4,5 km), Goès (4,8 km), Herrère (4,8 km).
Sur le plan historique et culturel, Gurmençon fait partie de la province du Béarn, qui fut également un État et qui présente une unité historique et culturelle à laquelle s’oppose une diversité frappante de paysages au relief tourmenté.
La commune fait partie du piémont oloronais.

### Communes limitrophes
Les communes limitrophes sont  Agnos, Asasp-Arros, Bidos, Eysus et Oloron-Sainte-Marie.
|       | Bidos       |                     |
| Agnos | Gurmençon   | Oloron-Sainte-Marie |
|       | Asasp-Arros | Eysus               |

### Hydrographie

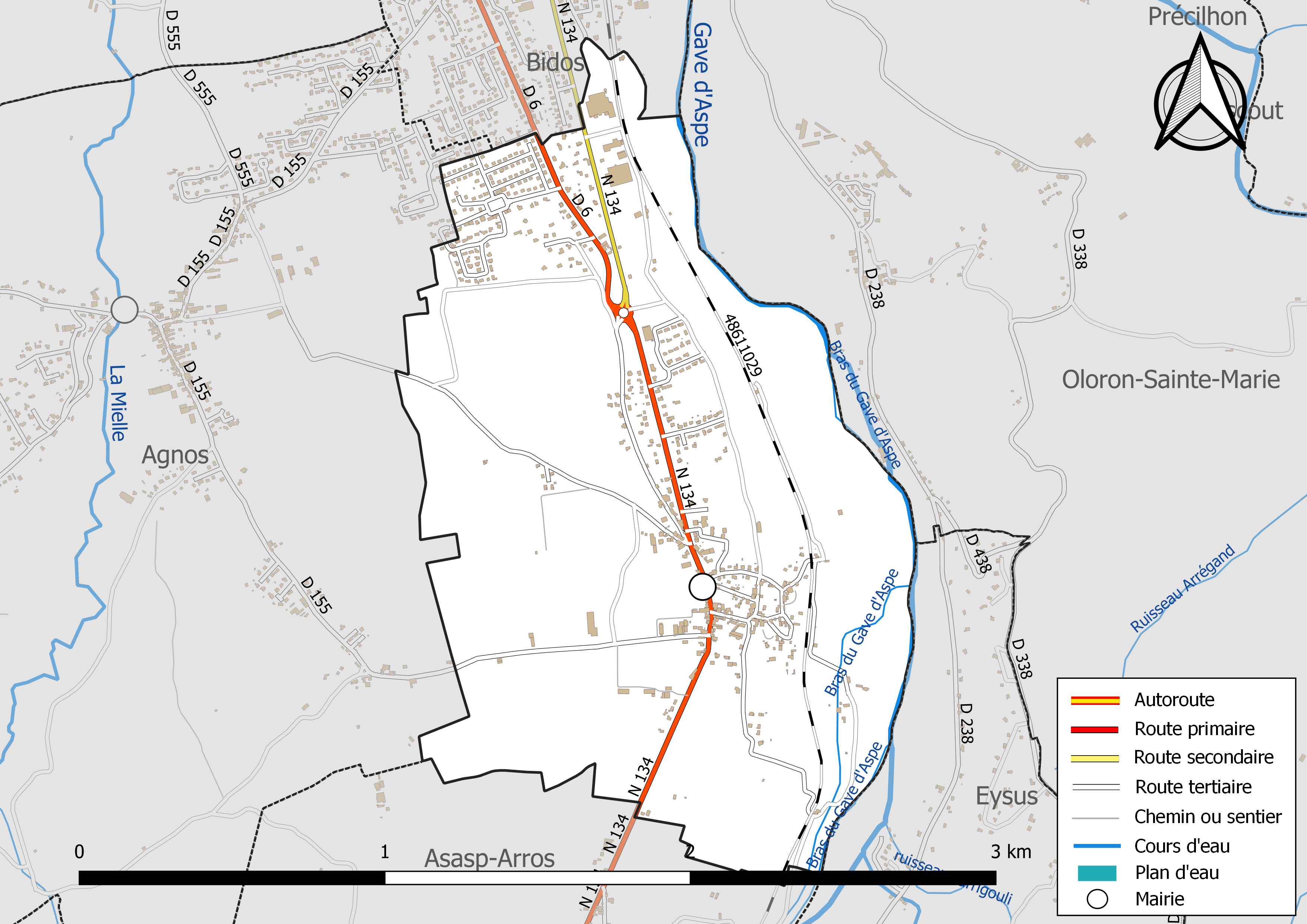
Réseaux hydrographique et routier de Gurmençon.

La commune est drainée par le gave d'Aspe, un bras du gave d'Aspe, et par divers petits cours d'eau, constituant un réseau hydrographique de 3 km de longueur totale,.
Le gave d'Aspe, d'une longueur totale de 58,1 km, prend sa source dans le cirque d'Aspe, au pied du Mont Aspe (2 643 m), en Espagne, et s'écoule du sud vers le nord. Il traverse la commune et se jette dans le gave d'Oloron à Oloron-Sainte-Marie, après avoir traversé 17 communes.

### Climat
Pour des articles plus généraux, voir Climat de la Nouvelle-Aquitaine et Climat des Pyrénées-Atlantiques.
Historiquement, la commune est exposée à un climat de montagne.  
En 2020, Météo-France publie une typologie des climats de la France métropolitaine dans laquelle la commune est toujours exposée à un climat de montagne et est dans la région climatique Pyrénées atlantiques, caractérisée par une pluviométrie élevée (>1 200 mm/an) en toutes saisons, des hivers très doux (7,5 °C en plaine) et des vents faibles.
Pour la période 1971-2000, la température annuelle moyenne est de 12,8 °C, avec une amplitude thermique annuelle de 13,8 °C. Le cumul annuel moyen de précipitations est de 1 259 mm, avec 11,5 jours de précipitations en janvier et 9,4 jours en juillet. Pour la période 1991-2020, la température moyenne annuelle observée sur la station météorologique la plus proche, située sur la commune d'Oloron-Sainte-Marie à 4 km à vol d'oiseau, est de 13,1 °C et le cumul annuel moyen de précipitations est de 1 491,4 mm,. Pour l'avenir, les paramètres climatiques de la commune estimés pour 2050 selon différents scénarios d’émission de gaz à effet de serre sont consultables sur un site dédié publié par Météo-France en novembre 2022.

### Milieux naturels et biodiversité

#### Réseau Natura 2000
Le réseau Natura 2000 est un réseau écologique européen de sites naturels d'intérêt écologique élaboré à partir des Directives « Habitats » et « Oiseaux », constitué de zones spéciales de conservation (ZSC) et de zones de protection spéciale (ZPS).
Un site Natura 2000 a été défini sur la commune au titre de la « directive Habitats » : « le gave d'Aspe et le Lourdios (cours d'eau) », d'une superficie de 1 595 ha, un vaste réseau de torrents d'altitude et de cours d'eau de coteaux à très bonne qualité des eaux,.

#### Zones naturelles d'intérêt écologique, faunistique et floristique
L’inventaire des zones naturelles d'intérêt écologique, faunistique et floristique (ZNIEFF) a pour objectif de réaliser une couverture des zones les plus intéressantes sur le plan écologique, essentiellement dans la perspective d’améliorer la connaissance du patrimoine naturel national et de fournir aux différents décideurs un outil d’aide à la prise en compte de l’environnement dans l’aménagement du territoire.
Une ZNIEFF de type 1 est recensée sur la commune, : 
le « réseau hydrographique du gave d'Aspe et ses rives » (1 207,81 ha), couvrant 23 communes du département et une ZNIEFF de type 2,, : 
le « réseau hydrographique du gave d'Oloron et de ses affluents » (6 885,32 ha), couvrant 114 communes dont 2 dans les Landes et 112 dans les Pyrénées-Atlantiques.

## Urbanisme

### Typologie
Au 1er janvier 2024, Gurmençon est catégorisée petite ville, selon la nouvelle grille communale de densité à sept niveaux définie par l'Insee en 2022.
Elle appartient à l'unité urbaine d'Oloron-Sainte-Marie, une agglomération intra-départementale regroupant neuf  communes, dont elle est une commune de la banlieue,,. Par ailleurs la commune fait partie de l'aire d'attraction d'Oloron-Sainte-Marie, dont elle est une commune du pôle principal,. Cette aire, qui regroupe 44 communes, est catégorisée dans les aires de moins de 50 000 habitants,.

### Occupation des sols

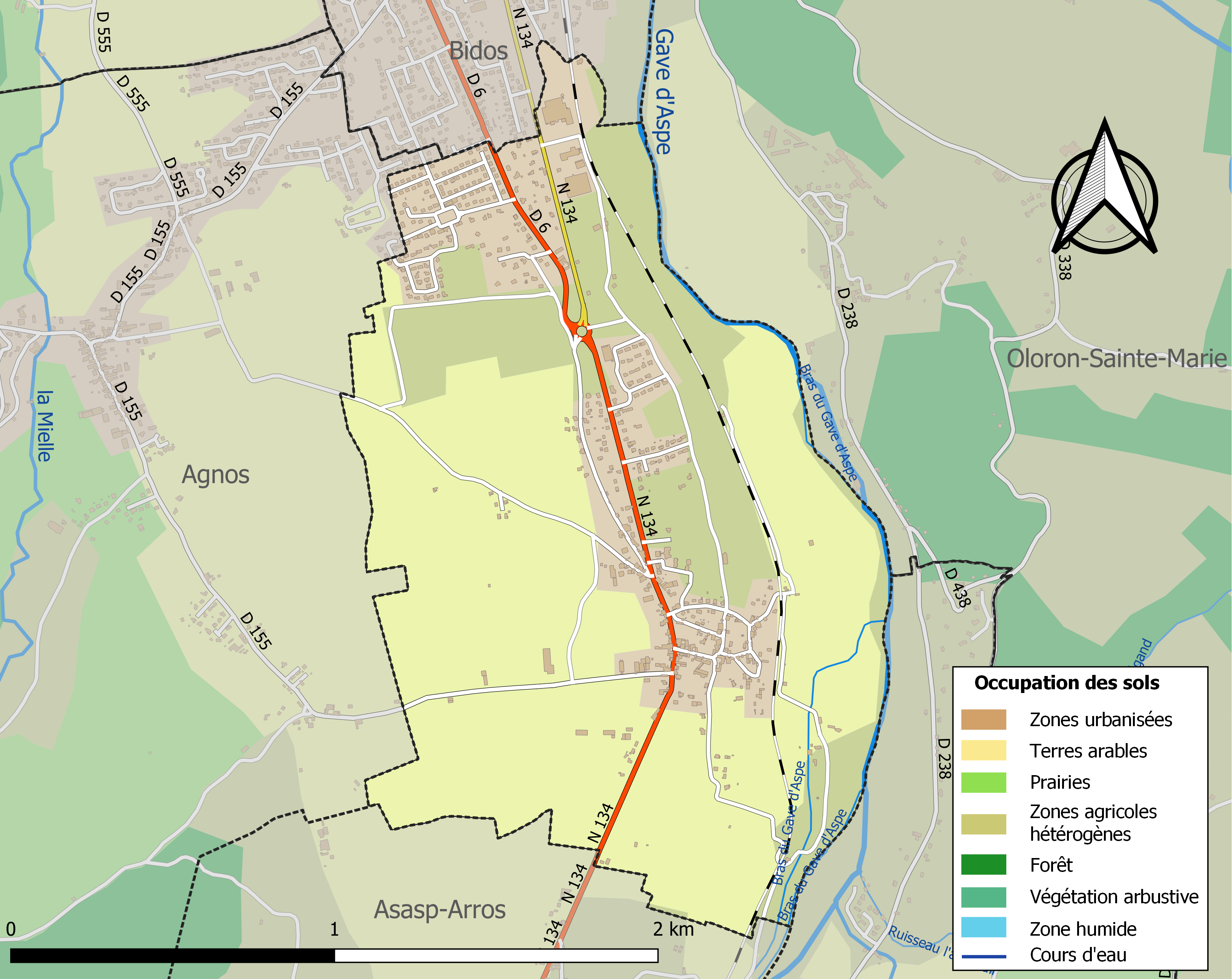
Carte des infrastructures et de l'occupation des sols de la commune en 2018 (CLC).

L'occupation des sols de la commune, telle qu'elle ressort de la base de données européenne d’occupation biophysique des sols Corine Land Cover (CLC), est marquée par l'importance des territoires agricoles (80,6 % en 2018), en diminution par rapport à 1990 (84,8 %). La répartition détaillée en 2018 est la suivante : 
terres arables (56,5 %), zones agricoles hétérogènes (24,2 %), zones urbanisées (19,4 %). L'évolution de l’occupation des sols de la commune et de ses infrastructures peut être observée sur les différentes représentations cartographiques du territoire : la carte de Cassini (XVIIIe siècle), la carte d'état-major (1820-1866) et les cartes ou photos aériennes de l'IGN pour la période actuelle (1950 à aujourd'hui).

### Lieux-dits et hameaux
- Lattets ;
- Village.

### Risques majeurs
Le territoire de la commune de Gurmençon est vulnérable à différents aléas naturels : météorologiques (tempête, orage, neige, grand froid, canicule ou sécheresse), inondations, feux de forêts et séisme (sismicité moyenne). Un site publié par le BRGM permet d'évaluer simplement et rapidement les risques d'un bien localisé soit par son adresse soit par le numéro de sa parcelle.
Certaines parties du territoire communal sont susceptibles d’être affectées par le risque d’inondation par une crue torrentielle ou à montée rapide de cours d'eau, notamment le gave d'Aspe. La commune a été reconnue en état de catastrophe naturelle au titre des dommages causés par les inondations et coulées de boue survenues en 1982 et 2009,.
Gurmençon est exposée au risque de feu de forêt. En 2020, le premier plan de protection des forêts contre les incendies (PDPFCI) a été adopté pour la période 2020-2030. La réglementation des usages du feu à l’air libre et les obligations légales de débroussaillement dans le département des Pyrénées-Atlantiques font l'objet d'une consultation de public ouverte du 16 septembre au 7 octobre 2022,.

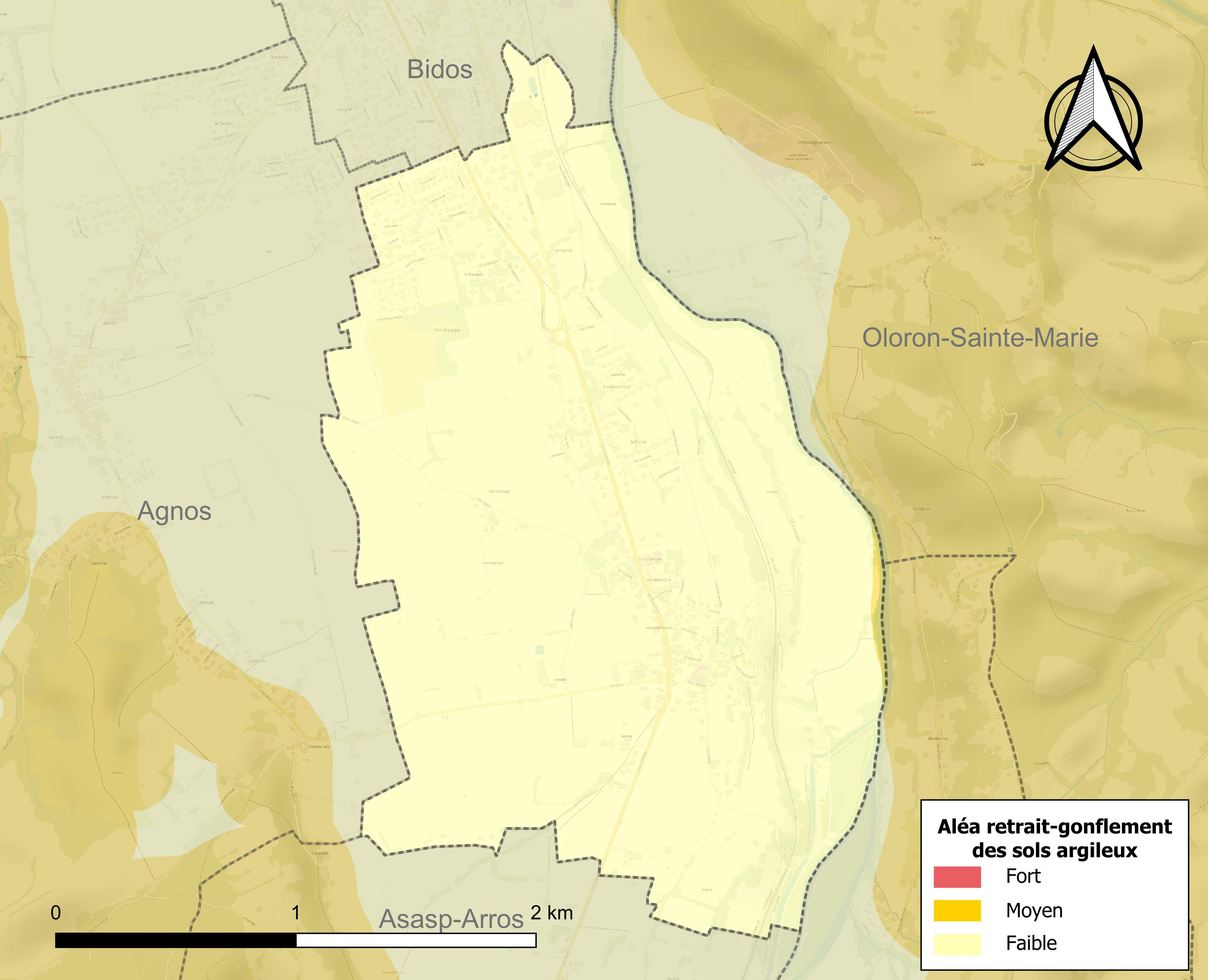
Carte des zones d'aléa retrait-gonflement des sols argileux de Gurmençon.

Le retrait-gonflement des sols argileux est susceptible d'engendrer des dommages importants aux bâtiments en cas d’alternance de périodes de sécheresse et de pluie. 0,5 % de la superficie communale est en aléa moyen ou fort (59 % au niveau départemental et 48,5 % au niveau national). Depuis le 1er octobre 2020, en application de la loi ELAN, différentes contraintes s'imposent aux vendeurs, maîtres d'ouvrages ou constructeurs de biens situés dans une zone classée en aléa moyen ou fort,.

## Toponymie
Le toponyme Gurmençon apparaît sous les formes 
Grumensoo (1383, contrats de Luntz), 
Gurmensoo (1385, censier de Béarn), 
Gurmensson et Guirmenson (1546, réformation de Béarn) et 
Sent Joan de Gurmençon (1620, insinuations du diocèse d'Oloron).
Son nom béarnais est Gurmençon ou Gurmençoû.

## Histoire
Paul Raymond note qu'en 1385, Gurmençon comptait 18 feux et dépendait du bailliage d'Oloron.
Gurmençon a fusionné avec Agnos le 1er février 1973, pour former la commune appelée Val-du-Gave-d'Aspe. Elle a été rétablie le 1er janvier 1983.

## Politique et administration
| Période                                  | Période  | Identité       | Étiquette | Qualité |
| ---------------------------------------- | -------- | -------------- | --------- | ------- |
| avant 1988                               | ?        | André Regueiro |           |         |
| 1995                                     | 2008     | Pierre Luqué   |           |         |
| 2008                                     | En cours | Jean Sarasola  |           |         |
| Les données manquantes sont à compléter. |          |                |           |         |

### Intercommunalité
Gurmençon fait partie de six groupements intercommunaux :
- l’agence publique de gestion locale ;
- la communauté de communes du Haut Béarn ;
- le syndicat AEP d’Agnos - Gurmençon ;
- le syndicat d’énergie des Pyrénées-Atlantiques ;
- le syndicat de télévision d’Oloron - vallée d’Aspe ;
- le syndicat intercommunal d’assainissement de la porte d’Aspe.

Gurmençon accueille le siège du syndicat AEP d’Agnos - Gurmençon, syndicat intercommunal d’assainissement de la porte d’Aspe ainsi que du syndicat mixte de production potable Jean-Petit.

## Population et société

### Démographie
L'évolution du nombre d'habitants est connue à travers les recensements de la population effectués dans la commune depuis 1793. Pour les communes de moins de 10 000 habitants, une enquête de recensement portant sur toute la population est réalisée tous les cinq ans, les populations de référence des années intermédiaires étant quant à elles estimées par interpolation ou extrapolation. Pour la commune, le premier recensement exhaustif entrant dans le cadre du nouveau dispositif a été réalisé en 2004.

En 2022, la commune comptait 887 habitants, en évolution de +0,11 % par rapport à 2016 (Pyrénées-Atlantiques : +3,78 %, France hors Mayotte : +2,11 %).
| 1793 | 1800 | 1806 | 1821 | 1831 | 1836 | 1841 | 1846 | 1851 |
| ---- | ---- | ---- | ---- | ---- | ---- | ---- | ---- | ---- |
| 410  | 389  | 400  | 391  | 418  | 416  | 397  | 391  | 394  |

| 1856 | 1861 | 1866 | 1872 | 1876 | 1881 | 1886 | 1891 | 1896 |
| ---- | ---- | ---- | ---- | ---- | ---- | ---- | ---- | ---- |
| 395  | 337  | 312  | 320  | 324  | 302  | 285  | 279  | 242  |

| 1901 | 1906 | 1911 | 1921 | 1926 | 1931 | 1936 | 1946 | 1954 |
| ---- | ---- | ---- | ---- | ---- | ---- | ---- | ---- | ---- |
| 276  | 299  | 279  | 261  | 264  | 290  | 295  | 293  | 321  |

| 1962 | 1968 | 1975 | 1982 | 1990 | 1999 | 2004 | 2006 | 2009 |
| ---- | ---- | ---- | ---- | ---- | ---- | ---- | ---- | ---- |
| 328  | 325  | 730  | 752  | 763  | 729  | 827  | 861  | 799  |

| 2014 | 2019 | 2022 | - | - | - | - | - | - |
| ---- | ---- | ---- | - | - | - | - | - | - |
| 862  | 880  | 887  | - | - | - | - | - | - |

La commune fait partie de l'aire d'attraction d'Oloron-Sainte-Marie.

## Économie
L'activité est principalement agricole (élevage, pâturages, polyculture). La commune fait partie de la zone d'appellation de l'ossau-iraty.
Une société de micro-mécanique (MMP) s'est installée sur la commune.

## Culture locale et patrimoine

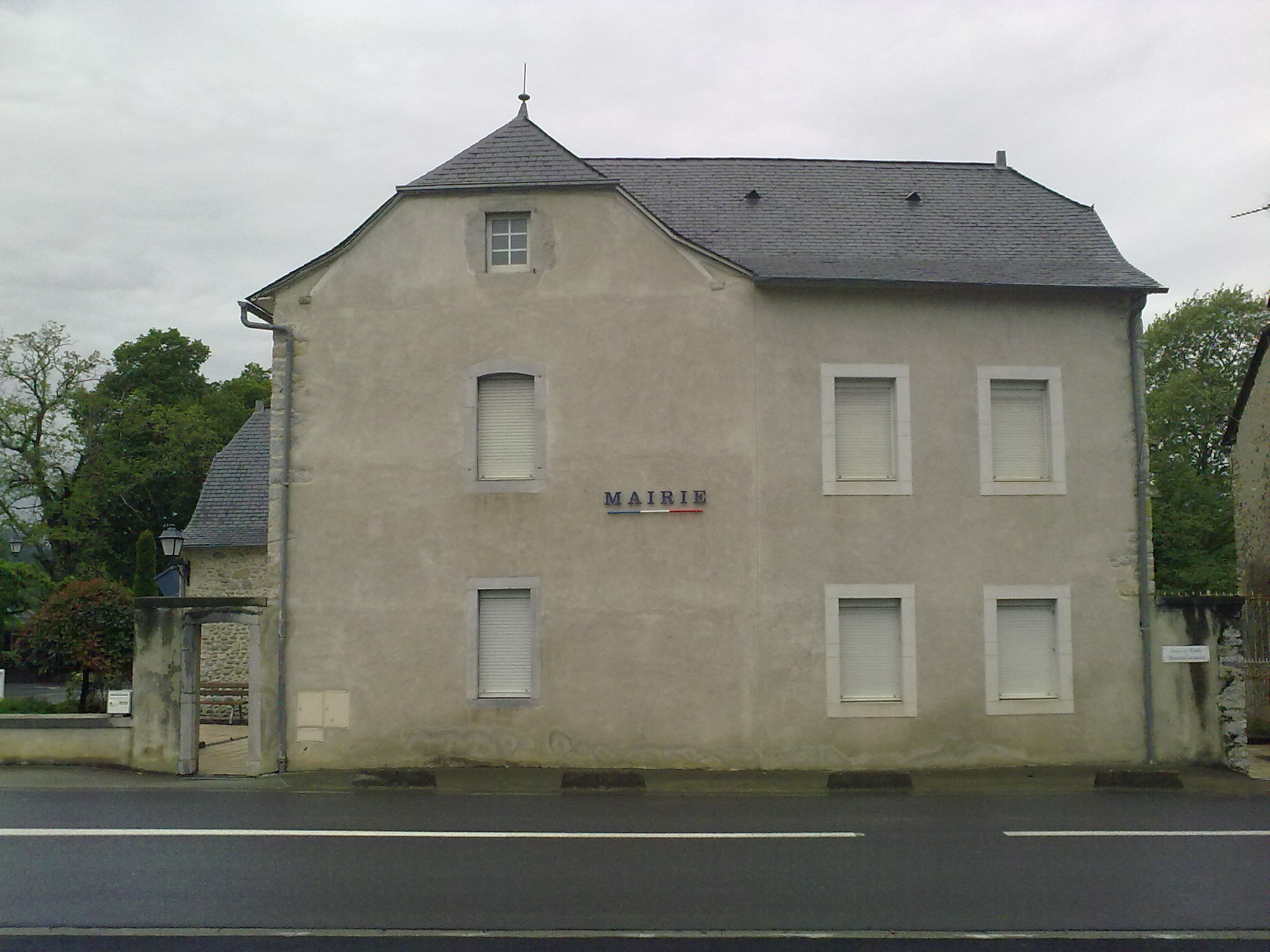
La mairie.
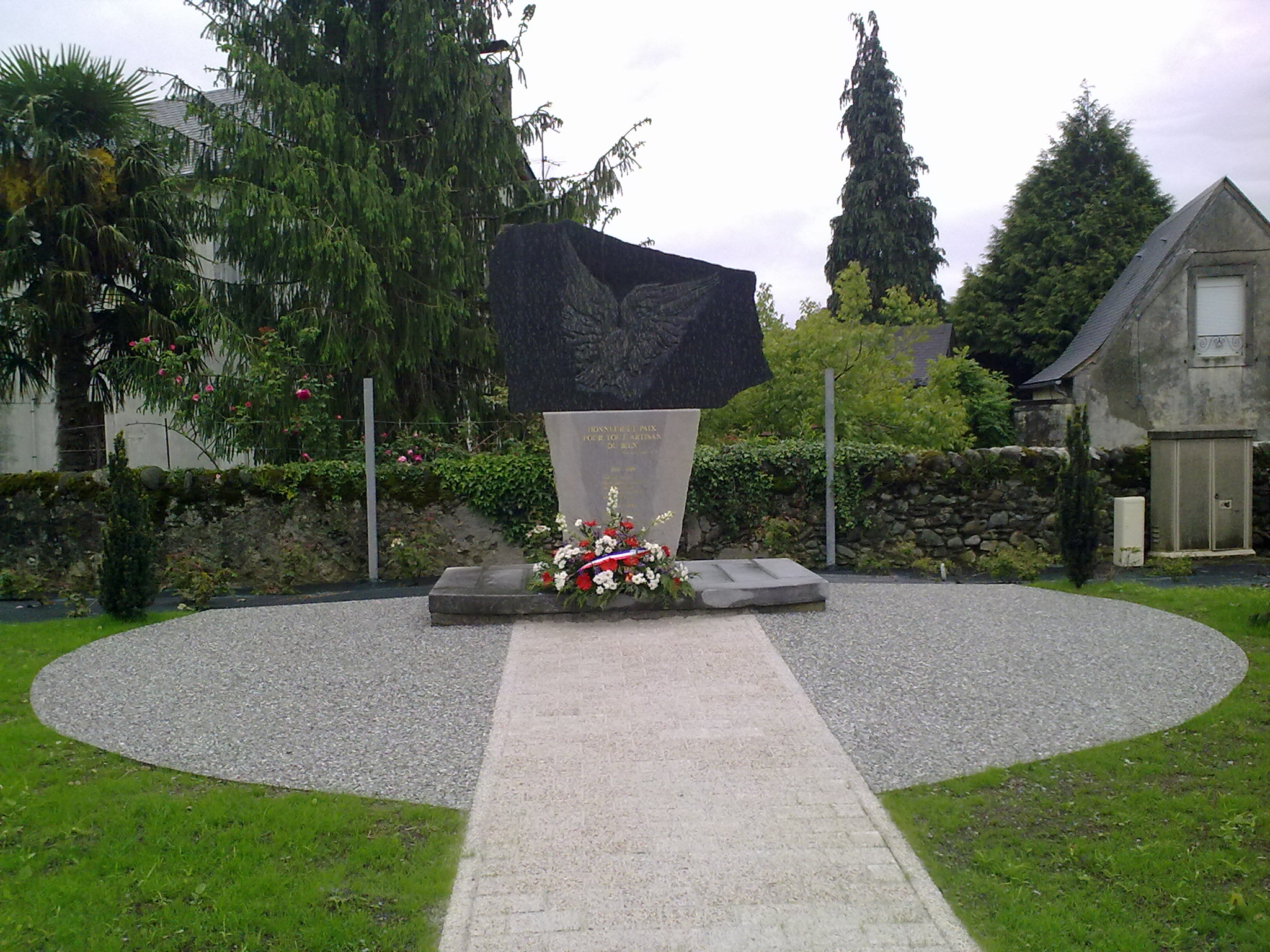
Le monument aux morts.
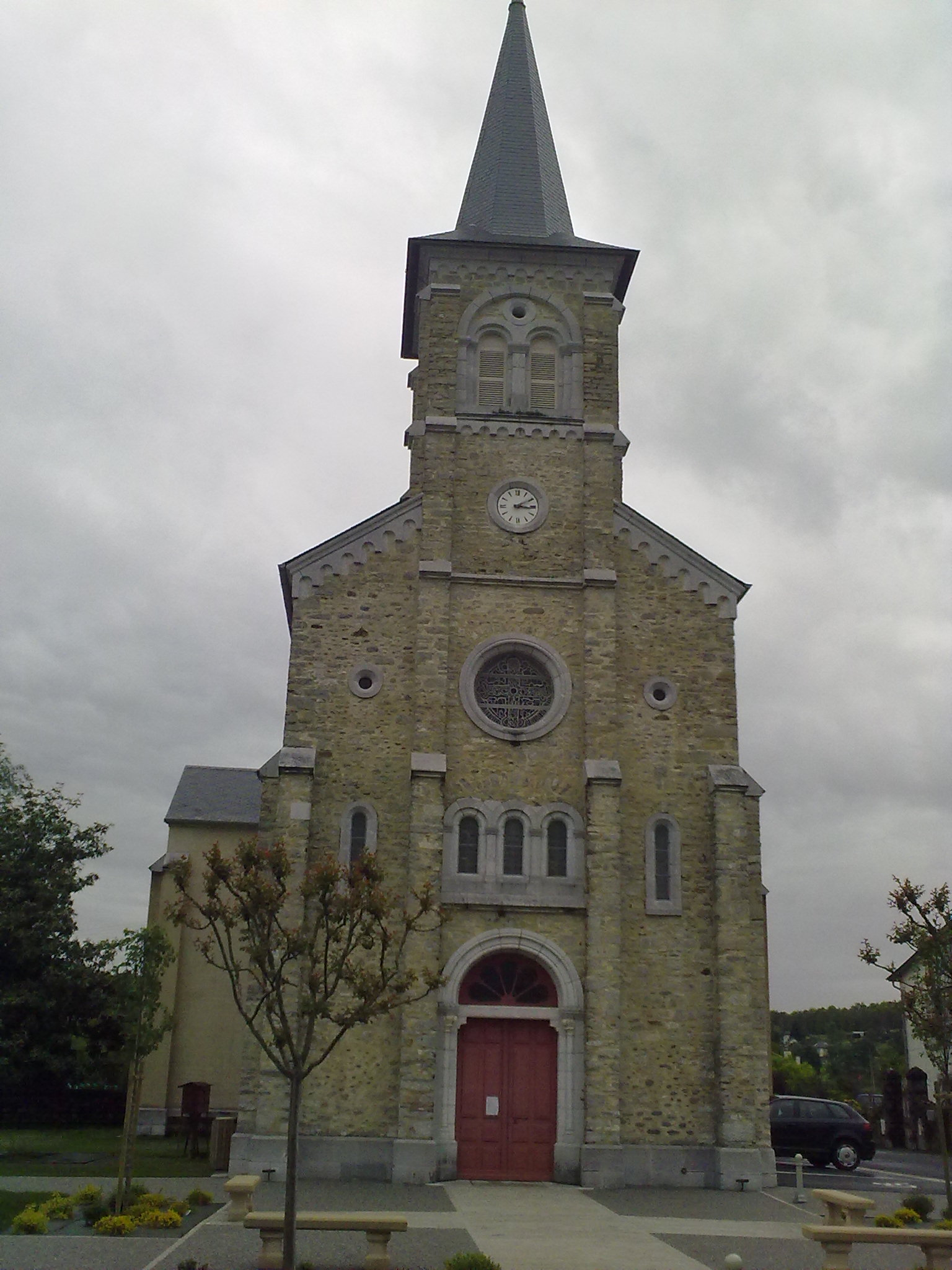
L'église Saint-Jean-Baptiste.

### Patrimoine civil
- le fronton.
- la Porte d'Aspe, une sculpture monumentale de Pedro Tramullas. En construisant cette porte en 1993, le sculpteur a expliqué :

« j'ai souhaité faire l'union entre le passé, le présent et le futur. C'est une porte pour cette vallée. Elle marque l'entrée de la vallée d'Aspe dans un chemin où l'on trouve la tradition occidentale adaptée au tempérament occidental. C'est une porte en dehors du temps. L'unité de mesure est la coudée royale du lieu ».[réf. nécessaire]
- la gare sur la ligne Pau-Canfranc est fermée au trafic. La ligne elle-même était fermée depuis 1985, mais a rouvert en 2016. La réouverture ne s'est cependant pas accompagnée d'une réouverture de la gare.

### Patrimoine religieux
L'église Saint-Jean-Baptiste date du XIXe siècle.

## Équipements
La commune dispose d'une école primaire.